# توماس لیتدیل
توماس لیتدیل (انگلیسی: Thomas Littledale; ۲ april ۱۸۵۰ – ۴ دسامبر ۱۹۳۸ (۸۸ ساله)) ورزشکار اهل بریتانیا بود.
وی در مسابقات کشوری و بین‌المللی در مجموع برندهٔ ۱ مدال نقره شده‌است.